# وليم إدوارد دي وينتون
وليم إدوارد دي وينتون (بالإنجليزية: William Edward de Winton)‏ عالم بريطاني اختص في علم الحيوان. ولد في 6 سبتمبر، 1857، إنجلترا، المملكة المتحدة وتوفي في 30 أغسطس، 1922، إنجلترا، المملكة المتحدة. سافر على نطاق واسع واكتشف عددا من الأنواع غير موصوفة سابقا. له مجموعة صور من شرق أفريقيا محفوظة في متحف التاريخ الطبيعي في لندن.